# Nòrtia
Nòrtia va ser, segons la mitologia etrusca, una deessa del destí i de la fortuna. Se la relaciona amb la deessa romana Minerva.
Queden molt poques referències al culte que se li donava, i potser la més significativa és la que en fa Titus Livi quan parla dels rituals que es realitzaven cada any el dia 13 de setembre (idus de setembre), dies natalis del Temple de Júpiter Capitolí, quan es clavava un clau a la paret del temple per a indicar l'arribada d'un nou any en la cerimònia anomenada Clavus annalis. Els claus servien per a comptar els anys transcorreguts. Titus Livi diu que els habitants de la ciutat de Volsinii, per indicar el pas a l'any nou, posaven claus al temple de Nòrtia, una deessa etrusca.
Marcià Mineu Fèlix Capel·la la menciona juntament amb altres divinitats relacionades amb el destí i l'atzar: Sors, Nèmesi i Tique.